# Santuario de El Quinche
El Santuario de Nuestra Señora de El Quinche también conocido como la Basílica de El Quinche, es una iglesia que se encuentra en la parroquia de El Quinche en la provincia de Pichincha en Ecuador. Es famosa por albergar a la Virgen de El Quinche que fue una importante advocación mariana durante la Real Audiencia de Quito y que perdura en la actualidad siendo una de las imágenes que tiene un gran número de devotos que peregirnan anualmente desde distintos lugares del país dentro de la famosa romería al Quinche. 

## Características de la Basílica
El Santuario se ubica en la parroquia homónima a las afueras de la ciudad de Quito, cerca de 45 kilómetros de ella. Está además muy cerca de la línea equatorial y a 2664 metros sobre el nivel del mar. Además dicho lugar se encuentra cerca de la cuenca alta del río Esmeraldas que llega hasta el callejón internadino. Su población originalmente estaba conformada por las culturas caras, tababundo, tocachi y malchinguí.
Después del terremoto de 1859 que afectó la parroquia y el posterior del año de 1868, el antiguo Santuario tuvo que ser reconstruido. Esto sucedería a inicios del siglo XX cuando se construiría la iglesia con la forma actual. Una de las personas que más dedicó estudios a dicho complejo arquitectónico es Alfonso Cevallos Romero, cuando publicaría “Arte, Diseño y arquitectura en el ecuador, la obra del padre Brüning 1899-1938”. Ahí se describiría al proceso tomando en cuenta el trabajo de Jacinto Pankieri para hacer los planos básicos, durante los años de 1904 y 1905. Tuvo como referencia la basílica de Santa María La Mayor de Roma.
Su construcción formalmente inicia el 2 de febrero de 1905 y para el año 1912 el Arzobispo de Quito, Federico González Suárez, hablaría con el padre Brüning para que se convierta en el director de la obra. Con esto se derrocaría el antiguo templo y se iniciarían los trabajos que terminarían recién en 1928. Posteriormente en el año de 1940 sería  Luis Ruiz, pintor, quien decoraría el interior del Santuario. Más adelante, en el año de 1987 se llevaría a cabo otro terremoto que afectaría la estructura y un año después se consolidaría su recosntrución.